# Kirił Wytew
Kirił Marinow Wytew, bułg. Кирил Маринов Вътев (ur. 24 marca 1958 w Zagrażdenie) – bułgarski przedsiębiorca, trener i działacz gospodarczy, w latach 2023–2024 minister rolnictwa i żywności.

## Życiorys
Absolwent Narodowej Akademii Sportu w Sofii z 1982. Specjalizował się w zakresie zapasów w stylu wolnym, pracował jako trener tej dyscypliny. Na początku lat 90. zajął się prowadzeniem własnej działalności gospodarczej, początkowo współtworzył rodzinną firmę zajmującą się produkcją kanapek. W 1993 współorganizował przedsiębiorstwo Tandem-W, które wyspecjalizowało się w produkcji przekąsek mięsnych. Pełnił funkcję prezesa Stowarzyszenia Przetwórców Mięsnych w Bułgarii.
W czerwcu 2023 objął urząd ministra rolnictwa i żywności w rządzie Nikołaja Denkowa. Pozostał na tym stanowisku także w powołanym w kwietniu 2024 technicznym gabinecie Dimityra Gławczewa. Został jednak odwołany na wniosek premiera jeszcze w tym samym miesiącu.